# Фремингтон (Девон)
Фремингтон (англ. Fremington) — крупная удаленная от моря прибережная деревня и община в неметропольном районе Норт-Девон графства Девон, что в Юго-Западной Англии. Находится в 5 километрах от главного города района — Барнстапла. Ранее, при Эдуарде III, боро с представительством в парламенте. Община включает соседние деревушки Бикингтон и Йелленд.